# L'Argent (téléfilm)
Pour les articles homonymes, voir L'Argent (homonymie).
L'Argent est un téléfilm français, en trois parties réalisé par Jacques Rouffio et diffusé à partir du 19 octobre 1988 sur FR3.

## Synopsis
Aristide Saccard (frère de Eugène Rougon, Ministre), après avoir joué de malchance dans diverses spéculations financières, se retrouve dans une situation assez précaire.
Décidé à se refaire, il vend sa propriété du Parc Monceau, fonde la Banque Universelle et se rapproche des marchés du Moyen Orient.
Il recherche alors des appuis financiers et, après quelques déconvenues,  contacte son voisin Jaques Hamelin, un jeune ingénieur...

## Fiche technique
- Réalisation : Jacques Rouffio
- Scénario : Claude Brulé, d'après le roman éponyme de Émile Zola
- Photographie : Francis Junek
- Musique : Philippe Sarde
- Durée :
- Pays :  France
- Date de diffusions : 
  - 19 octobre 1988 sur FR3 (première partie)
  - 26 octobre 1988 sur FR3 (seconde partie)
  - 2 novembre 1988 sur FR3 (troisième partie)

## Distribution
- Claude Brasseur : Saccard
- Miou-Miou : Caroline
- Michel Galabru : Daigremont
- Anna Galiena : la baronne
- Jean-Pierre Bisson : Jantrou
- Jacques Dacqmine : Bismarck
- Jean-Paul Roussillon : Busch
- Jean Mercure: Bohain
- Robert Rimbaud : Gunderman
- Thierry Fortineau : Georges Hamelin
- Sacha Briquet : Sedille
- Renato Mori : Huret
- Duilio Del Prete : Sabatini
- Helen Vita : Mme Méchain
- Thibault de Montalembert : Maxime
- Serge Beauvois : Mazaud
- Jean Dautremay : Sigismond
- Benjamin Cassaigne : Edouard Mazaud
- Victor Garrivier : Jordan
- Fernand Kindt : Dejoux
- Pierre Le Rumeur : Jacoby
- Pascal Librizzi : Victor
- Sophie Michaud : Mme de Jeumont
- Jacques Mignot : Rougon
- Dominique Rousseau : Marcelle Jordan
- Michel Berto : M. de Jeumont
- Geneviève Mnich : la directrice de l'orphelinat